# وورهیز، نیوجرسی
وورهیز (به انگلیسی: Voorhees Township) شهری در ایالت نیوجرسی کشور ایالات متحده آمریکا است که جمعیت آن در سرشماری سال ۲۰۱۰ میلادی، ۲۹٬۱۳۱ نفر بوده‌است.